# Marnes-la-Coquette
Marnes-la-Coquette ist eine französische Gemeinde mit 1758 Einwohnern (Stand 1. Januar 2022) im Département Hauts-de-Seine in der Region Île-de-France. Die Einwohner werden Marnois genannt.

## Geografie
Sie liegt im Westen von Paris und ist 13,1 Kilometer vom Pariser Stadtzentrum entfernt. 

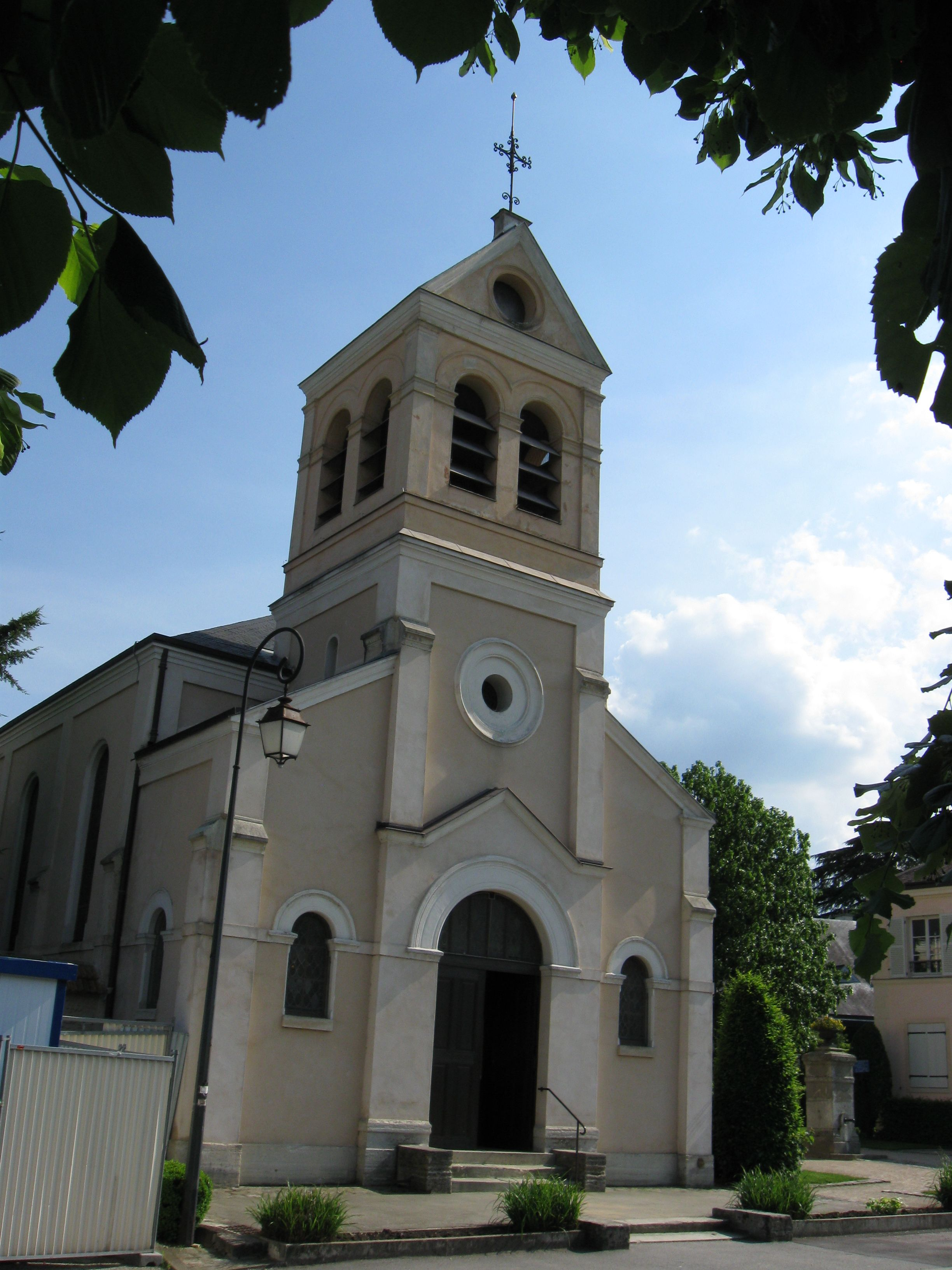
Kirche Sainte-Eugénie

Die Gemeinde ist im Norden, Westen und Süden von Wald umgeben.

## Wirtschaft
Hier hat eines der größten Gestüte Frankreichs seinen Sitz.
Marnes-la-Coquette ist die reichste Gemeinde des Landes.

## Sehenswürdigkeiten
- Kirche Sainte-Eugénie (Monument historique)
- Rathaus (Monument historique)

## Persönlichkeiten
- Louis Guiguer (1675–1747), französischer Bankier mit Schweizer Wurzeln
- Maurice Chevalier (1888–1972), Schauspieler und Chansonsänger
- Thierry Maulnier (1909–1988), Journalist, Schriftsteller und Mitglied der Académie française
- Johnny Hallyday (1943–2017), Sänger und Schauspieler